# Qwant
Qwant (pronunciació francesa: [kwɑ̃t]) és un motor de cerca francès, llançat el febrer de 2013 i operat des de París. És un dels pocs cercadors de la UE. Afirma que no utilitza el seguiment dels usuaris ni personalitza els resultats de la cerca per evitar atrapar els usuaris en una bombolla filtre.
Qwant es va estendre entre els seus tres punts d'entrada principals: la pàgina d'inici normal, una versió "lleugera" i un portal "Qwant Junior" per a nens que filtra els resultats.
Les cerques de Qwant són impulsades per Bing. Qwant també va confirmar l'ús de la xarxa publicitària de Bing.
Al maig de 2021, Qwant és el lloc web més visitat 105è a França i el lloc web més visitat 1415è del món.
El cercador va entrar en versió beta pública el 16 Febrer de 2013, després de dos anys d'investigació i desenvolupament. La primera versió estable es va publicar el 4 de juliol de 2013. Una nova versió va estar disponible a l'abril de 2015.
El 2018, el govern francès va decretar que totes les cerques governamentals es fessin amb Qwant.
El juny de 2019, Qwant va llançar Qwant Maps, un servei de mapes de codi obert que utilitza la base de dades OpenStreetMap per oferir privadesa respectant els mapes i l'encaminament. També va donar a conèixer Masq de Qwant, una tecnologia de codi obert que permet als serveis en línia oferir resultats personalitzats a partir de dades emmagatzemades de forma segura al dispositiu de l'usuari.